# Бырсэнеску, Штефан
Штефан Бырсэнеску (рум. Ștefan Bârsănescu; 17 февраля 1895, Виперешть, Валахия, Австро-Венгрия (ныне жудец Бузэу,Румыния) — 5 ноября 1984, Яссы) — румынский эссеист, философ, педагог, доктор философии, профессор Ясского университета. Член-корреспондент Румынской академии.

## Биография
Изучал право и философию и получил степень доктора философии педагогики в Университете Ясс. С 1923 года сотрудник университета. В 1926—1928 годах был директором Педагогической школы «Василе Лупу» в Яссах (ныне колледж). В 1933—1984 годах — профессор Ясского университета. В 1963 году стал членом-корреспондентом Румынской академии социальных и политических наук.
Член Ассоциации известных учёных Чикаго (США).

## Научная деятельность
Научные интересы Ш. Бырсэнеску сосредоточены на основах и развитии педагогики как описательно-экспериментальной науки. Рассматривал образование, как множественную деятельность, позволяющую сформировать ребёнка (биологическое существо) как всесторонне развитую личность. Кроме того, занимался историей образования, прежде всего историей педагогики и культуры.
Автор более тридцати научных трудов и более пятисот статей и эссе.

## Избранные публикации
- Pedagogia pentru școlile normale — (1932)
- Didactica — (1935)
- Unitatea pedagogiei contemporane ca știință — (1936)
- Tehnologia didactică — (1939)
- Pedagogia practică — (1946)
- Pedagogia agricolă — (1946)
- Istoria pedagogiei românești — (1951)
- Schola latina de la Cotnari — (1957)
- Academia domnească din Iași, 1714—1921 — (1962)
- Pagini nescrise din istoria culturii românești — (1971)
- Educația, învățământul și gândirea pedagogică din România — dicționar cronologic — (1978, в соавт.)
- Medalioane pentru pedagogia modelelor — (1983)